# Tajyrbek Dżumaszbek uułu
Tajyrbek Dżumaszbek uułu (kirg. Тайырбек Жумашбек уулу; ur. 2000) – kirgiski zapaśnik walczący w stylu wolnym. Brązowy medalista mistrzostw świata w 2023. Triumfator mistrzostw Azji w 2023 i 2024. Trzeci w Pucharze Świata w 2022. 
Drugi na MŚ U-23 w 2022 i trzeci w 2023. Mistrz Azji U-23 w 2022. Trzeci na mistrzostwach Azji juniorów w 2019 roku.